# Túnel Lo Prado
El túnel Lo Prado es un túnel carretero doble ubicado en la Ruta 68, y que pasa a través del cerro San Francisco. Con 2810 metros de longitud, el túnel fue inaugurado el 17 de septiembre de 1970 por el presidente Eduardo Frei Montalva, y luego de su inauguración permitió reducir el viaje entre Santiago y Valparaíso en 40 minutos, al sortear la cuesta Barriga.